# جیمز دبلیو. هافمن
جیمز دبلیو. هافمن (به انگلیسی: James W. Huffman) سناتور سابق عضو حزب دموکرات ایالات متحده آمریکا بود. وی در سال ۱۹۴۵ تا ۱۹۴۶ میلادی سناتور ایالت اوهایو در سنای ایالات متحده آمریکا بود.